# Diócesis de Joliet
La diócesis de Joliet en Illinois (en latín: Dioecesis Joliettensis in Illinois y en inglés: Roman Catholic Diocese of Joliet in Illinois) es una circunscripción eclesiástica de la Iglesia católica en Estados Unidos. Se trata de una diócesis latina, sufragánea de la arquidiócesis de Chicago, que tiene al obispo Ronald Aldon Hicks como su ordinario desde el 17 de julio de 2020.

## Territorio y organización

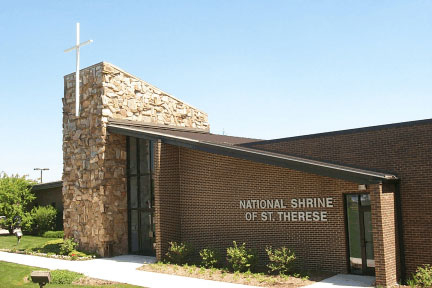
Santuario nacional de Santa Teresa, en Darien

La diócesis tiene 10 925 km² y extiende su jurisdicción sobre los fieles católicos de rito latino residentes en 7 condados del estado de Illinois: DuPage, Kankakee, Will, Grundy, Ford, Iroquois y Kendall.
La sede de la diócesis se encuentra en la ciudad de Joliet, en donde se halla la Catedral de San Ramón Nonato. En el territorio de la diócesis hay dos santuarios nacionales: Santa Teresa, en Darien, y Santa María Inmaculada, Reina del Universo, en Lombard.
En 2019 en la diócesis existían 117 parroquias.

## Historia
En 1808 la zona que ahora se conoce como Joliet se regía por la diócesis de Bardstown (hoy arquidiócesis de Louisville) en Kentucky. En 1824 la administración de la zona fue trasladada a la arquidiócesis de San Luis en Misuri. Otro período de reorganización para la comunidad católica de Estados Unidos que se expandía rápidamente dio lugar a que se transfiriera la administración de Joliet para la diócesis de Vincennes (hoy arquidiócesis de Indianápolis).
Con la industrialización de Illinois y la aparición de Chicago como un importante centro de comercio para la nación, las nuevas iglesias y misiones en el área de Joliet florecieron. Sus feligreses eran en su mayoría trabajadores inmigrantes recién llegados de Europa y de varias generaciones de agricultores locales.
La diócesis fue erigida el 11 de diciembre de 1948 con la bula Ecclesiarum circumscriptiones del papa Pío XII, obteniendo el territorio de la arquidiócesis de Chicago y de las diócesis de Peoria y Rockford.
El 16 de julio de 1951, con la carta apostólica Non ita pridem, el papa Pío XII proclamó a san Francisco Javier como patrono principal de la diócesis.

## Estadísticas
De acuerdo al Anuario Pontificio 2020 la diócesis tenía a fines de 2019 un total de 628 230 fieles bautizados.
| Año                                                                             | Población            | Población | Población      | Sacerdotes | Sacerdotes    | Sacerdotes    | Bautizados por sacerdote | Diáconos permanentes | Religiosos | Religiosos | Parroquias |
| Año                                                                             | Bautizados católicos | Total     | % de católicos | Total      | Clero secular | Clero regular | Bautizados por sacerdote | Diáconos permanentes | Varones    | Mujeres    | Parroquias |
| ------------------------------------------------------------------------------- | -------------------- | --------- | -------------- | ---------- | ------------- | ------------- | ------------------------ | -------------------- | ---------- | ---------- | ---------- |
| 1949                                                                            | 90 544               | 355 573   | 25.5           | 213        | 83            | 130           | 425                      |                      | 61         | 929        | 72         |
| 1965                                                                            | 275 000              | 810 000   | 34.0           | 418        | 174           | 244           | 657                      |                      | 386        | 1102       | 103        |
| 1970                                                                            | 310 820              | 925 000   | 33.6           | 432        | 171           | 261           | 719                      |                      | 471        | 1064       | 106        |
| 1976                                                                            | 374 000              | 1 060 000 | 35.3           | 379        | 195           | 184           | 986                      | 5                    | 333        | 1146       | 110        |
| 1980                                                                            | 411 000              | 1 191 000 | 34.5           | 394        | 192           | 202           | 1043                     | 36                   | 322        | 1104       | 111        |
| 1990                                                                            | 445 000              | 1 321 000 | 33.7           | 356        | 197           | 159           | 1250                     | 139                  | 280        | 948        | 116        |
| 1999                                                                            | 538 078              | 1 494 978 | 36.0           | 303        | 197           | 106           | 1775                     | 140                  | 90         | 765        | 120        |
| 2000                                                                            | 571 742              | 1 494 978 | 38.2           | 285        | 183           | 102           | 2006                     | 152                  | 193        | 696        | 120        |
| 2001                                                                            | 591 706              | 1 609 740 | 36.8           | 280        | 179           | 101           | 2113                     | 152                  | 193        | 669        | 120        |
| 2002                                                                            | 609 252              | 1 647 914 | 37.0           | 298        | 189           | 109           | 2044                     | 174                  | 196        | 655        | 120        |
| 2003                                                                            | 620 363              | 1 694 173 | 36.6           | 304        | 184           | 120           | 2040                     | 171                  | 206        | 652        | 122        |
| 2004                                                                            | 625 189              | 1 734 304 | 36.0           | 295        | 182           | 113           | 2119                     | 171                  | 189        | 631        | 122        |
| 2006                                                                            | 655 051              | 1 808 308 | 36.2           | 293        | 182           | 111           | 2235                     | 99                   | 183        | 593        | 121        |
| 2010                                                                            | 655 415              | 1 904 000 | 34.4           | 283        | 173           | 110           | 2315                     | 209                  | 173        | 496        | 120        |
| 2013                                                                            | 668 000              | 1 947 000 | 34.3           | 288        | 174           | 114           | 2319                     | 211                  | 166        | 467        | 120        |
| 2015                                                                            | 604 045              | 1 939 465 | 31.1           | 283        | 173           | 110           | 2134                     | 214                  | 159        | 437        | 120        |
| 2016                                                                            | 600 836              | 1 916 531 | 31.4           | 280        | 169           | 111           | 2145                     | 208                  | 168        | 428        | 119        |
| 2019                                                                            | 628 230              | 1 945 547 | 32.3           | 265        | 168           | 97            | 2370                     | 246                  | 143        | 366        | 117        |
| Fuente: Catholic-Hierarchy, que a su vez toma los datos del Anuario Pontificio. |                      |           |                |            |               |               |                          |                      |            |            |            |

Escuelas secundarias
- Benet Academy, Lisle
- Bishop McNamara High School, Kankakee
- Driscoll Catholic High School, Addison
- Immaculate Conception High School, Elmhurst
- Joliet Catholic Academy, Joliet
- Montini Catholic High School, Lombard
- Providence Catholic High School, New Lenox
- St. Francis High School, Wheaton

## Episcopologio
- Martin Dewey McNamara † (17 de diciembre de 1948-23 de mayo de 1966 falleció)
- Romeo Roy Blanchette † (19 de julio de 1966-30 de enero de 1979 renunció)
- Joseph Leopold Imesch † (30 de junio de 1979-16 de mayo de 2006 retirado)
- James Peter Sartain (16 de mayo de 2006-16 de septiembre de 2010 nombrado obispo de Seattle)
- Robert Daniel Conlon (17 de mayo de 2011-4 de mayo de 2020 renunció)[4]
- Ronald Aldon Hicks, desde el 17 de julio de 2020